# Медицинский университет Асахикавы
Медицинский университет Асахикавы (яп. 旭川医科大学病院) — японский национальный медицинский университет и клиническая больница в Асахикаве.

## История
Предшественником медицинского университета Асахикава был медицинский колледж в Карафуто, основанный в Южно-Сахалинске в 1943 году. В ходе Второй мировой войны медицинский колледж был закрыт после вступления Красной Армии в город. Правительство города Асахикава обратилось к Верховному Главнокомандующему союзных держав и Министерству образования, науки, спорта и культуры для перевода медицинского колледжа в Асахикаву, но они были отвергнуты.
После отказа правительства Хоккайдо планировалось создать медицинские школы как в Асахикаве, так и в Кусиро, чтобы решить проблему нехватки врачей на Хоккайдо. Сначала в колледже была только медицинская кафедра. Без собственного кампуса, он был расположен в стенах Университета Хоккайдо. Университет переехал в свой кампус в 1975 году. В 1996 году был основан факультет сестринского дела, а в 2010 колледж был переименован в Медицинский университет Асахикавы. Позже он стал основным медицинским университетом на Хоккайдо.

## Руководители
За всю историю медицинского колледжа Карафуто им управляли два президента. В Медицинском университете Асахикавы было 7 президентов, в том числе нынешний президент, профессор Акитоси Ёсида, находящийся на должности с 2007 года.
Президенты колледжа Карафуто:
- 1943—1944 Такуми Оти
- 1944—1946 Эйдзи Арима

Президенты Университета Асахикавы
- 1973—1981 Морихидэ Ямада
- 1981—1987 Кадзухидэ Куроба
- 1987—1991 Акисиса Симода
- 1991—1997 Тэцуя Симидзу
- 1997—2003 Ёсихико Кубо
- 2003—2007 Сунао Ятику
- с 2007 Акитоси Ёсида[4]

## Кампус
Кампус расположен в Асахикаве. Он разделен на четыре части: лекционная, практическая, клиническая лекционная, лабораторная и больничная. Все они соединены коридорами.

## Больница Медицинского университета Асахикавы
Больница Медицинского университета Асахикавы была основана в 1976 году для обучения студентов. Имеет 602 койки и является одной из крупнейших в северной и южной части Хоккайдо.

## Библиотека медицинского университета Асахикавы
Библиотека медицинского университета Асахикавы была основана в 1978 году. По состоянию на 2007 год она имеет около 160 000 печатных изданий и 10 000 цифровых ресурсов. Эти ресурсы включают в себя информацию не только о медицине, но и о гуманитарных дисциплинах.

## Факультеты и аспирантура
У АМУ есть один факультет, состоящий из двух отделов и шести центров.

### Отделы
- Медицинский факультет
- Отделение сестринского дела

### Центры
- Центр образования
- Центр Университетского здоровья
- Центр родительского попечения
- Центр лабораторного оборудования
- Центр обработки данных
- Центр телемедицины